# Мираж
 Тази статия е за оптичното явление.  За филма вижте Мираж (филм).  
Мираж (от френски: mirage; на латински: mirare – „появявам се, изглеждам“) е природно атмосферно оптично явление, при което слънчевите лъчи се пречупват различно поради различната плътност на слоевете въздух. Представлява отражение на небето (което изглежда като вода на шосето) или на отдалечени предмети. Миражът е пример за оптична илюзия, но може да бъде сниман с видеокамера или фотоапарат.
Студеният въздух е по-плътен от топлия и затова има по-голям индекс (коефициент) на пречупване. Когато светлината преминава от оптично по-плътно към оптично по-рядка среда, тя се пречупва в посока, обратна на посоката на температурния градиент. Ако преминава от оптично по-рядка среда към оптично по-плътна, светлината се пречупва по посока на температурния градиент. Ако топлият въздух е близо до Земята, лъчите се пречупват като в отворена нагоре парабола. След като лъчът достигне окото, то може да гледа само по права линия, която в случая е тангентата на траекторията в точката, когато достига окото. Изображението, което се получава, може да бъде погрешно интерпретирано като отражение на небето във вода на пътя. Миражите се наблюдават най-често в пустинята в горещи дни, когато се получава голям температурен градиент.
Особен вид мираж е Фата Моргана (на италиански: fata Morgana – феята Моргана), при който се появяват многочислени, сложни и отчетливо изразени образи. Според митологията Моргана е морска нимфа, която примамва моряците с призрачни видения.